# توماس إس. كنعان
توماس إس. كنعان (بالإنجليزية: Thomas S. Kenan)‏ هو سياسي أمريكي، ولد في 26 فبراير 1771، وتوفي في 22 أكتوبر 1843 في سلما في الولايات المتحدة. حزبياً، نشط في الحزب الديمقراطي.

## مناصب
- انتخب عضو مجلس ولاية كارولاينا الشمالية.
- انتخب عضو مجلس نواب ألاباما.
- انتخب عضو مجلس نواب كارولينا الشمالية.
- انتخب عضو مجلس النواب الأمريكي.